# U.S. National Video Game Team
U.S. National Video Game Team (USNVGT) fue fundada en julio de 1983 en Ottumwa, Iowa, Estados Unidos por Walter Day y Jim Riley como parte de la gira Electronic Circus, con Steve Sanders como el primer capitán. Después de que el Circus se cerró, Day restableció el equipo consigo mismo como el capitán, llevando al equipo en una gira en autobús. El equipo desafió a los jugadores de las salas recreativas de todo el país e intentó desafiar a otros países a través de visitas a embajadas extranjeras. En los años que siguieron, el equipo realizó numerosos concursos competitivos.
En 1986, la USNVGT continuó sin Day, bajo Jeff Peters y Steve Harris con Donn Nauert como capitán del equipo. El equipo extendió su alcance para incluir Top Score Newsletter y Electronic Game Player Magazine poco tiempo después. Nauert apareció en comerciales de televisión para el Atari 7800 y sirvió como el árbitro de Incredible Sunday en That's Increíble!, una competencia de tres juegos en el SNES que sirvió como precursora del Campeonato Mundial de Nintendo de 1990.

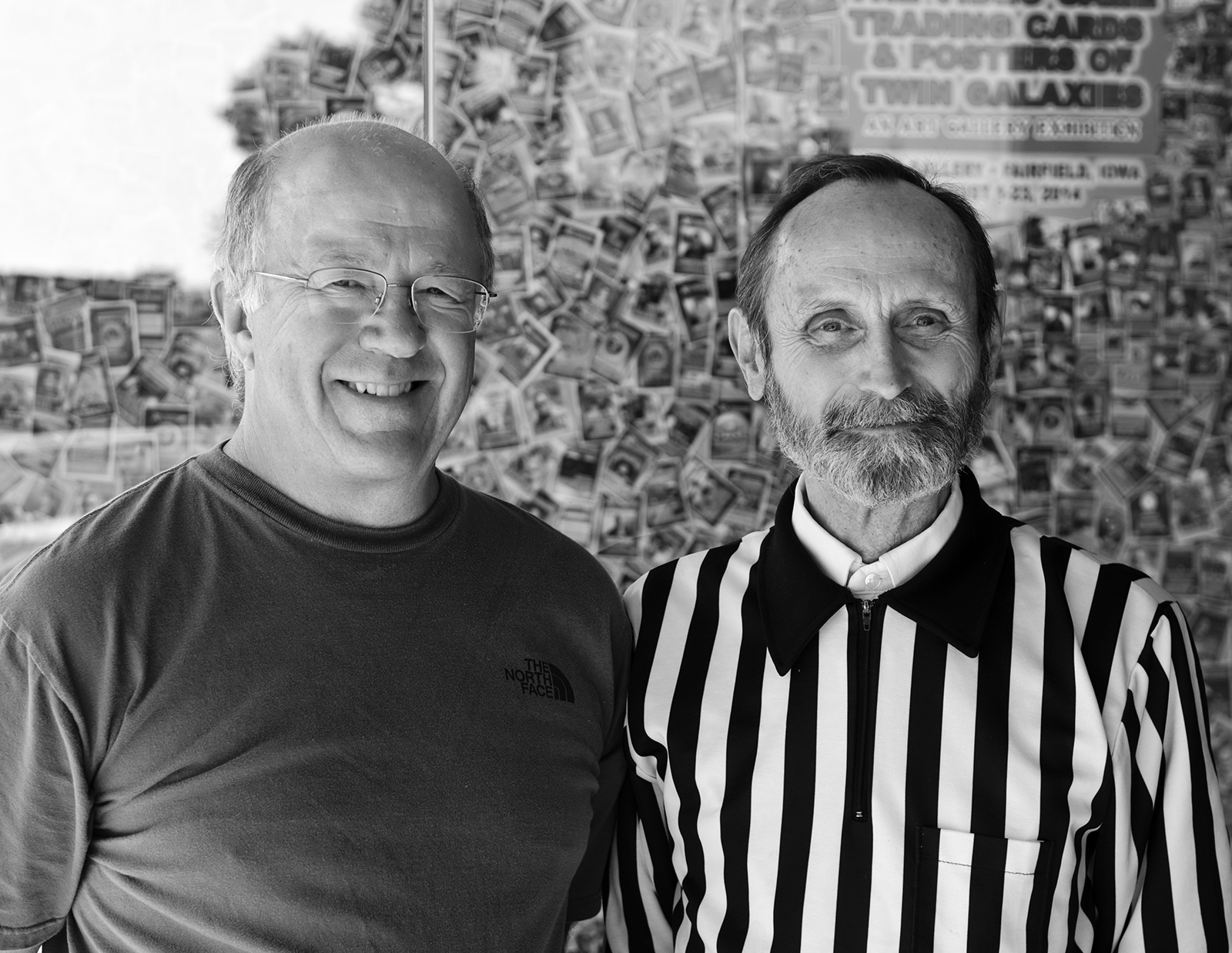
Walter Day and his Business Partner from the early 1980s

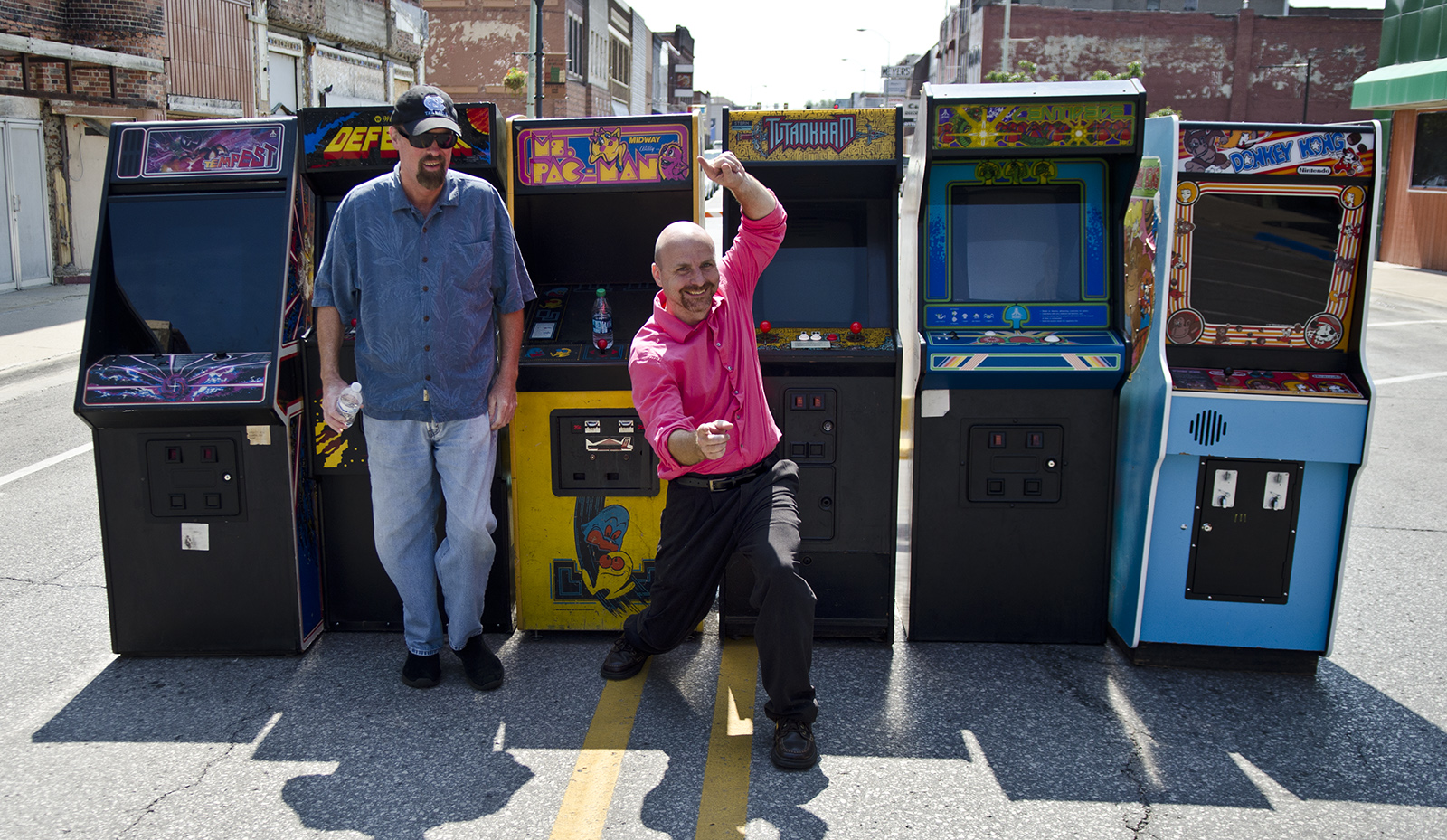
Mark Hoff outside the original Twin Galaxies arcade location in Ottumwa Iowa, 2014

## Publicaciones
U.S. National Video Game Team fundó muchas publicaciones en la década de 1980. El primero fue el boletín informativo Top Score, que fue seguido por la revista Electronic Game Player de cuatro temas. En 1989, el formato de la revista Electronic Game Player se mejoró y relanzó como Electronic Gaming Monthly. El nombre de USNVGT apareció en el título de la revista para los primeros números y en la revista hasta 1995.